# Derby de Tyne-Wear
O derby Tyne-Wear, também conhecido como derby Wear-Tyne ou derby do Nordeste, é um rivalidade local entre os clubes de futebol ingleses Sunderland e Newcastle United, ambos localizados no nordeste da Inglaterra. O Sunderland manda suas partidas no Estádio da Luz, enquanto o Newcastle manda suas partidas no St. James' Park.

## Rivalidade
A rivalidade, de nível intermunicipal, deve-se principalmente a proximidade entre as cidades de Sunderland e Newcastle upon Tyne estando as duas a apenas 12 miles (19 km) de distância uma da outra. Além do fator geográfico, a rivalidade também deriva de divergências culturais e sociais do passado, que colocaram os cidadãos das duas cidades em lados opostos, a citar o período da Guerra Civil Inglesa, em que Newcastle era um reduto monarquista, e Sunderland, parlamentar; e o período das revoltas jacobitas, com Newcastle apoiando os hanoverianos com o rei alemão George, e Sunderland apoiando os Stuarts escoceses.

## Equilíbrio
O clássico entre as duas equipes é conhecido por ser bastante equilibrado: na história, foram disputadas 157 partidas entre os dois (excluindo amistosos), com o Newcastle superando o Sunderland por apenas uma vitória, 54 a 53 vitórias respectivamente, enquanto os dois compartilham 50 empates.
A nível de quantidade de títulos do campeonato inglês, Sunderland ganhou seis títulos contra quatro do Newcastle.

## História
O primeiro encontro entre os dois ocorreu em 1883, e o primeiro jogo competitivo foi um empate na Copa da Inglaterra em novembro de 1887; o Sunderland venceu por 2 a 0.
Em 1990, as equipes se enfrentaram em uma semifinal da Segunda Divisão, apelidada de “o maior clássico de Tyne-Wear da história”. O jogo de ida, no Roker Park, terminou sem gols depois que o Sunderland perdeu um pênalti; no entanto, o time venceu o jogo de volta por 2 a 0 no St James's Park. Perto do final do jogo de volta, alguns torcedores do Newcastle invadiram o campo na esperança de forçar o cancelamento da partida. No entanto, o jogo foi retomado e o Sunderland conseguiu a vitória. O Sunderland perdeu a final para o Swindon Town, mas ainda assim foi promovido devido a irregularidades financeiras 
Em 24 de maio de 2025, o Sunderland derrotou o Sheffield United por 2 a 1 no Estádio de Wembley na final do playoff  (repescagem) da EFL Championship para ser promovido à Premier League pela primeira vez desde 2017. A vitória do Sunderland confirma que o clássico de Tyne-Wear retornará à primeira divisão inglesa pela primeira vez desde a temporada 2015-16.